# Donnie Wahlberg
Donald Edmond Wahlberg Jr., detto Donnie (Boston, 17 agosto 1969), è un attore e cantante statunitense, noto per far parte della boy band New Kids on the Block e per aver interpretato il detective Eric Matthews nella celebre saga cinematografica Saw.

## Biografia
Nato nel quartiere Dorchester di Boston in una famiglia di origini irlandesi, inglesi, svedesi e franco-canadesi (è fratello dell'attore Mark Wahlberg). A soli 15 anni entra nei New Kids on the Block. Nel 1994, dopo lo scioglimento della band, si dedica ad altre attività, come autore e produttore per il fratello, Mark, che inizia la carriera da rapper, sotto lo pseudonimo di Marky Mark. Debutta come attore nel film Bullet con Mickey Rourke, poi appare in The Sixth Sense - Il sesto senso di M. Night Shyamalan e in Ransom - Il riscatto con Mel Gibson.
Ha lavorato nella serie TV Band of Brothers - Fratelli al fronte, in cui interpretava il sergente Lipton, e nel film L'acchiappasogni, tratto da un racconto di Stephen King. Ha interpretato il detective Joel Stevens nella serie televisiva Boomtown, andata in onda su LA7 nel 2002. Ha inoltre interpretato il detective Eric Matthews in Saw II - La soluzione dell'enigma del 2005, in Saw III - L'enigma senza fine del 2006 e in Saw IV; sempre nel 2006 ha preso parte alla sfortunata serie TV Runaway - In fuga. 
Nel 2008 lavora al fianco di Robert De Niro e Al Pacino in Sfida senza regole. Nella primavera del 2008 i New Kids on the Block si riuniscono. La band pubblica l'album The Block ed intraprende un tour mondiale. Dal 2010 è protagonista, al fianco di Tom Selleck, della serie televisiva poliziesca della CBS Blue Bloods.

### Vita privata
Figlio del tassista Donald Edward Wahlberg e dell'infermiera Alma Elaine Donnelly (i suoi genitori divorziarono quando aveva 13 anni), ha tre sorelle: Tracey, Michelle e Debbie (morta nel 2003 a 44 anni), e cinque fratelli: Arthur, Jim, Paul, Robert, anch'egli attore, e il già citato Mark. Dal 1999 al 2008 è stato sposato con Kim Fe, con cui ha avuto due figli, Xavier Alexander Wahlberg (1993) ed Elijah Hendrix Wahlberg (2001). Dal 31 agosto 2014 è sposato con l'attrice Jenny McCarthy.

## Filmografia

### Attore

#### Cinema
- Bullet, regia di Julien Temple (1996)
- Ransom - Il riscatto (Ransom), regia di Ron Howard (1996)
- Butter, regia di Peter Gathings Bunche (1998)
- The Sixth Sense - Il sesto senso (The Sixth Sense), regia di M. Night Shyamalan (1999)
- The Fighter - Il massacro (Bullfighter), regia di Rune Bendixen (2000)
- Diamond Men, regia di Dan Cohen (2000)
- Triggermen, regia di John Bradshaw (2002)
- L'acchiappasogni (Dreamcatcher), regia di Lawrence Kasdan (2003)
- Ballroom Dancing (Marilyn Hotchkiss' Ballroom Dancing & Charm School), regia di Randall Miller (2005)
- Saw II - La soluzione dell'enigma (Saw II), regia di Darren Lynn Bousman (2005)
- Saw III - L'enigma senza fine (Saw III), regia di Darren Lynn Bousman (2006)
- Annapolis, regia di Justin Lin (2006)
- Dead Silence, regia di James Wan (2007)
- Saw IV, regia di Darren Lynn Bousman (2007)
- Sfida senza regole (Righteous Kill), regia di Jon Avnet (2008)
- Boston Streets (What Doesn't Kill You), regia di Brian Goodman (2008)
- Il signore dello zoo (Zookeeper), regia di Frank Coraci (2011)

#### Televisione
- Band of Brothers - Fratelli al fronte (Band of Brothers) – miniserie TV, 10 episodi (2001)
- Boomtown – serie TV, 24 episodi (2002-2003)
- 11 settembre - Tragedia annunciata (The Path to 9/11) – film TV (2006)
- I re di South Beach (Kings of South Beach) – film TV (2007)
- The Kill Point – serie TV, 8 episodi (2007)
- Runaway - In fuga (Runaway) – serie TV, 10 episodi (2006-2008)
- In Plain Sight - Protezione testimoni (In Plain Sight) – serie TV, episodio 3x01 (2010)
- Rizzoli & Isles – serie TV, 2 episodi (2010)
- Blue Bloods – serie TV, 239 episodi (2010-2024)    Det.Daniel Reagan
- Massholes – serie TV, episodio 2x06 (2013)
- Le amiche di mamma (Fuller House) – serie TV, episodio 2x10 (2016)
- Return of the Mac – serie TV, 8 episodi (2017)
- The Masked Singer – serie TV, 12 episodi (2021-in corso)

### Sceneggiatore
- Boston Streets (What Doesn't Kill You), regia di Brian Goodman (2008)

## Doppiatori italiani
Nelle versioni in italiano dei suoi film, è stato doppiato da:
- Massimo De Ambrosis in Saw II - La soluzione dell'enigma, Saw III - L'enigma senza fine, Saw IV
- Fabio Boccanera in Ransom - Il riscatto, Blue Bloods
- Antonio Sanna in Annapolis
- Vittorio De Angelis in Dead Silence
- Roberto Draghetti in Sfida senza regole
- Alessandro Messina in Boston Streets
- Fabrizio Vidale in Band of Brothers - Fratelli al fronte
- Riccardo Rossi in 11 settembre - Tragedia annunciata
- Pasquale Anselmo in The Kill Point
- Massimo Rossi in Runaway - In fuga